# Slåtterøy fyr

Die Baupläne von 1830

Slåtterøy fyr ist ein Leuchtturm auf der Insel Slåtterøy in der Inselgemeinde Bømlo in der norwegischen Provinz Vestland, ungefähr auf halber Strecke zwischen den Städten Haugesund und Bergen.

## Lage
Der Leuchtturm steht im nördlichen Teil der Insel Slåtterøy, die wiederum die nördlichste bebaute Insel Bømlos ist. Er markiert die Einfahrt in den Selbjørnsfjord. Gemeinsam mit dem Ryvarden fyr weiter südlich und dem Marstein fyr im Norden, weist er den Weg entlang der zerklüfteten Küste bis nach Bergen. Außerdem weist er die Einfahrt in den ehemals bedeutenden Handelsort Brandasund auf der Insel Gisøy, der im 19. Jahrhundert ein wichtiger Knotenpunkt für die alljährliche Heringsfischerei war, die viele auswärtige Fischer in die Gegend brachte.

## Geschichte
Es wird angenommen, dass der Name Slåtterøy vom altnordischen slátr (deutsch: schlachten) abgeleitet ist und darauf hindeutet, dass früher auf der Insel Robben gefangen und geschlachtet wurden.
1859 wurde der Leuchtturm auf der Insel errichtet. Nach Hellisøy fyr war er der zweite gusseiserne Leuchtturm in Vestland und viertälteste Norwegens. Er wurde im Bærums Verk produziert und von dort in Teilen zur Insel geliefert. Gleichzeitig wurden ein hölzernes Leuchtturmwärterhaus sowie ein Bootshaus im Südteil der Insel errichtet. Vom Bootshaus führt ein etwa 450 Meter langer Weg über 140 gemauerte Stufen zum Fuß des Leuchtturms hinauf. Zunächst wurde eine feste Leuchte installiert, die im Zuge eines Ausbaus des Leuchtturms 1899 durch ein Blinklicht ersetzt wurde. Gleichzeitig wurde ein Haus für den Leuchtturmassistenten errichtet.
Während des Zweiten Weltkrieges war der Leuchtturm von deutschen Truppen besetzt. Bei einem alliierten Luftangriff am 1. August 1940 wurde eine der Töchter des Leuchtturmwärters getötet und eine weitere schwer verletzt. Auch der Leuchtturm erhielt sichtbare Schäden, die teilweise heute noch sichtbar sind. Unter anderem wurde die Linse von 1901 getroffen, die aber nach wie vor installiert ist. 
Nachdem der Leuchtturm 1958 elektrifiziert wurde, waren weniger Menschen nötig, um den Leuchtturm zu betreiben. Das Assistentenhaus wurde verkauft und abgerissen und die Familien der Leuchtturmwärter verließen die Insel. Seit der Elektrifizierung hat Slåtterøy fyr das kräftigste Licht aller norwegischen Leuchttürme. Aufgrund seiner gut erhaltenen Bausubstanz und seiner Kriegsgeschichte wurde der Leuchtturm und mit ihm der gesamte Nordteil der Insel 1999 denkmalgeschützt.
1988 wurde Slåtterøy fyr automatisiert, allerdings gab es noch bis 2003 einen Leuchtturmwärter und Assistenten. Ein Jahr später wurde die Vereinigung Freunde des Slåtterøy fyr (Venner av Slåtterøy fyr) gegründet, die Übernachtungen im renovierten Leuchtturmwärterhaus anbietet.